# Max Hetzel
Max Hetzel (Basilea, 5 de marzo de 1921 - Deitingen, 12 de septiembre de 2004) fue un ingeniero eléctrico suizo,  inventor del reloj de diapasón Accutron.

## Semblanza
Max Hetzel asistió a la escuela en Muttenz y posteriormente se graduó en el departamento de matemáticas y ciencias naturales de un liceo de Basilea. Desde allí se incorporó a la Escuela Politécnica Federal de Zúrich en 1941 y estudió ingeniería eléctrica. Su tesis de diplomatura versó sobre filtros electromecánicos para la tecnología de transmisión del telégrafo, bajo la dirección del ingeniero eléctrico Ernst Baumann.
Inició su carrera en la empresa Hasler AG de Berna, que había sido una de las compañías pioneras en el campo de la telegrafía. Al poco tiempo regresó al Departamento de Investigación Industrial (AfiF) de la Escuela Politécnica Federal de Zúrich, donde trabajó en el proyecto Eidophor de 1947 a 1950. Más adelante, también en 1950, aceptó un trabajo en la compañía relojera Bulova en Biena. Allí se ocupó de la automatización de la producción de relojes de pulsera mecánicos. El director ejecutivo y propietario mayoritario de la empresa matriz estadounidense de Bulova en ese momento era Ardè Bulova. Le preocupaban los nuevos desarrollos de relojes de pulsera electromecánicos de sus competidores Elgin Watch y LIP, que utilizaban motores eléctricos como reguladores. En 1953 encargó una investigación sobre esta nueva tecnología relojera a Hetzel, quien descubrió que no tenía más ventajas que la reserva de marcha de un año mediante el uso de una batería y la eliminación del accionamiento por resorte. En su lugar, propuso un diapasón controlado por transistores como oscilador y temporizador de mayor precisión. Este concepto se inspiró en los resortes planos y los diapasones excitados eléctricamente, que Hetzel había investigado durante su tesis de diplomatura en el Politécnico de Zúrich. Posteriormente, Hetzel desarrolló esta idea y utilizó el invento para crear la base del primer reloj de pulsera electrónico llamado "Accutron", que disponía de una frecuencia de oscilación del diapasón de 360 Hz. El jefe de la empresa Bulova se entusiasmó con este concepto, y adquirió en EE. UU. los transistores necesarios para el oscilador de Hetzel. Ese mismo año, esta invención dio lugar a la primera solicitud de patente en Suiza. Después de que la realización de un reloj de pulsera funcional basado en este concepto presentara notables dificultades, los responsables de la fábrica de Biel quisieron abandonar su desarrollo. En consecuencia, Hetzel solicitó un puesto alternativo en la empresa de relojes Omega. El director general de Bulova en Estados Unidos se enteró de que Hetzel planeaba abandonar la compañía, y le ofreció un puesto atractivo en la empresa matriz de Nueva York, por lo que en 1959 se mudó a Estados Unidos para continuar el desarrollo hasta la fase de producción. El nuevo movimiento Accutron tenía un deriva de dos segundos de desviación máxima por día, lo que supuso un avance significativo en ese momento. La producción en serie comenzó en 1960. Poco después, Bulova se convirtió en el proveedor de relojes para la NASA.
Después de su regreso a Suiza, Hetzel trabajó para el Centre Électronique Horloger (CEH) en Neuchâtel, y más adelante para Omega hasta 1973. Después del éxito comercial de los relojes de cuarzo, se dedicó al control electrónico de máquinas, hasta su jubilación en 1988.

## Reconocimientos
- 1945: Medalla de plata de la Escuela Politécnica Federal de Zúrich por su tesis de diplomatura
- 1968: Premio del Siglo del Observatorio Cantonal de Neuchâtel
- 1988: Medalla de oro de la Sociedad Suiza para la Cronometría[1]

## Patentes
- Lista de patentes con Max Hetzel como inventor. En: espacenet.com. Recuperado el 12 de marzo de 2023.